# Wolfgang Zündelin
Wolfgang Zündelin (* 1538 in Konstanz; † 1614 in Winterthur) war Erzieher am Hof in Heidelberg, um 1581 in Venedig als Berichterstatter in kurpfälzischen und hessischen Diensten und als Gelehrter. 1585 war er Vertreter der deutschen Studenten in Siena, wo er mehrere von der Inquisition verhaftete junge sächsische Adlige (Einsiedel, Miltitz u. a.) durch geschicktes Verhandeln befreien konnte. 1589 kam er nach Dresden, im Frühjahr 1590 wurde er als Gesandter nach Venedig versetzt, nach der Rückkehr wohnte er im Haus von Nikolaus Krell. Am 28. August 1590 wurde Zündelin Hofrat. Nach Krells Verhaftung erhielt er Hausarrest, Anfang 1592 kam er frei und ging nach Nassau. 1600 entwich er heimlich aus dem pfälzischen Dienst.